# AS Wal
Das AS „Wal“ (spezielles automatisches Gewehr „Welle“, russisch Автомат Специальный „Вал“, GRAU-Index 6P30) ist ein in der Sowjetunion entwickeltes Sturmgewehr mit integriertem Schalldämpfer. Es wurde in den späten 1980er-Jahren entwickelt und wird von den Speznas, dem MWD, dem FSB und ausgewählten Einheiten der russischen Armee eingesetzt.

## Details

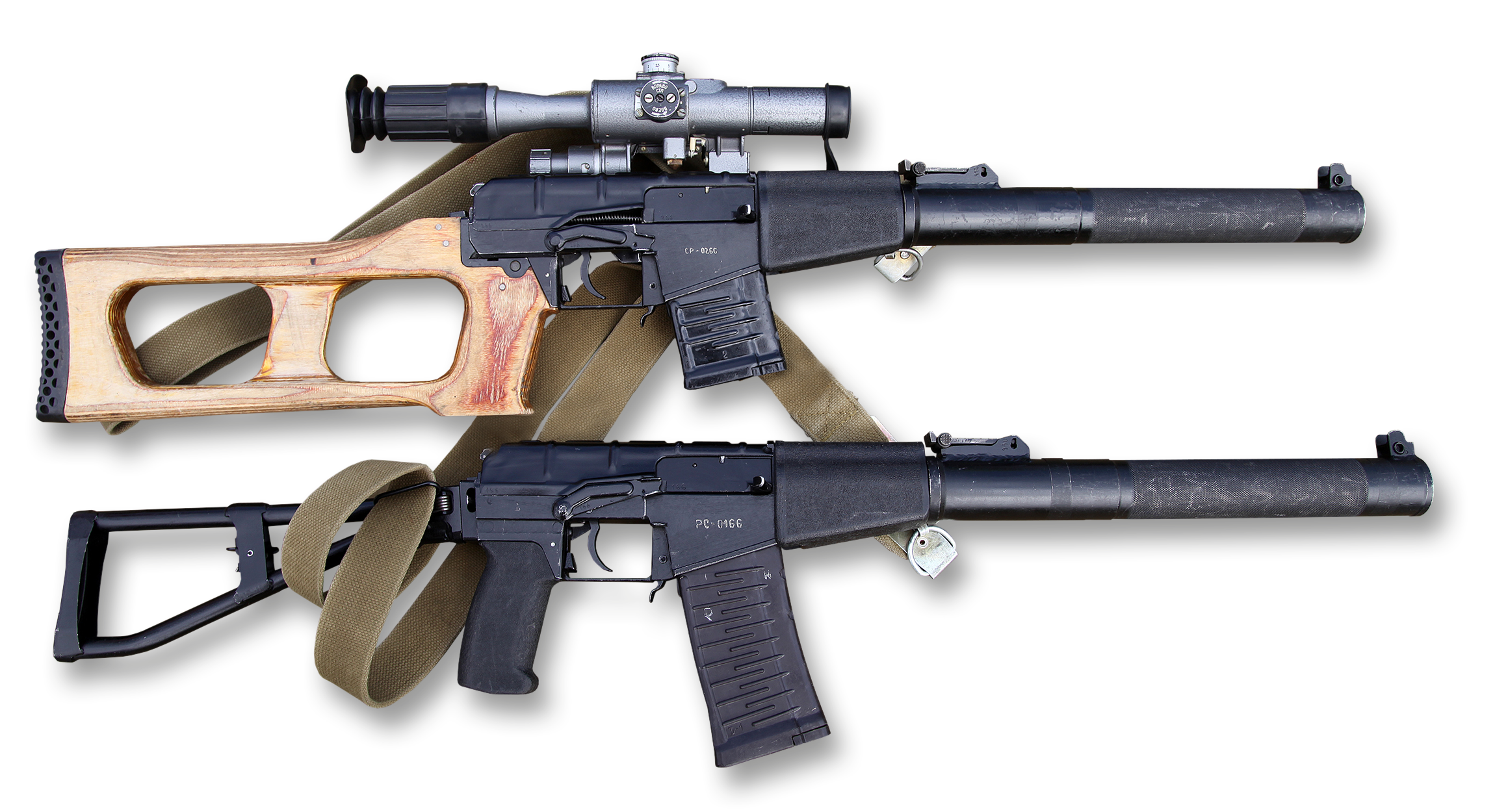
AS Wal & WSS Wintores

Da Operationen von Spezialeinheiten oft ein verdecktes Vorgehen erfordern, wurde für die Speznas die Mittelpatrone 9 × 39 mm entwickelt. Aufgrund des Gewichts und der Größe des Geschosses fliegt dieses mit Unterschallgeschwindigkeit, dadurch tritt nur der Mündungsknall, aber kein Überschallknall auf. Für diese Patrone wurde eine Familie von gedämpften Unterschallwaffen geschaffen: Das Sturmgewehr AS Wal und das Wintores-Scharfschützengewehr. Im Jahr 1987 wurde das AS Wal den Arsenalen der Sowjetarmee und des KGB hinzugefügt.
Das AS Wal hat eine effektive Reichweite von rund 300 Metern. Diese für schallgedämpfte Waffen recht hohe Reichweite wird durch die spezielle Munition erreicht. Es können auch die gleichen 10- oder 20-Schuss-Magazine der WSS Wintores und das 30er-Magazin des SR-3M verwendet werden. Die Bedienelemente mit Ladegriff auf der rechten Seite, tangentialem Visier, Magazinentriegelung hinter dem Magazinschacht und Sicherungshebel über dem Abzugsbügel gleichen denen der nach dem Kalaschnikow-Prinzip konstruierten Waffen. Der Feuerschalter befindet sich jedoch innerhalb des Abzugsbügels hinter dem Abzug.
70 % der Bauteile des AS Wal sind mit dem Wintores-Scharfschützengewehr identisch. Die Unterschiede bestehen im skelettierten Stahlschaft, der nach links geklappt werden kann (die Waffe kann mit geklapptem Schaft betrieben werden, kann jedoch nicht mit einem Zielfernrohr ausgestattet werden, während der Schaft geklappt ist).
Die Waffe verfügt über einen integrierten Schalldämpfer, welcher zu Wartungszwecken demontiert werden kann. Das Waffengehäuse ist aus Schmiedestahl gefertigt, lediglich der Vorderschaft und der Pistolengriff bestehen aus Kunststoff. Die abklappbare Schulterstütze ist als Stahlröhrenkonstruktion ausgeführt. Das Gassystem arbeitet wie bei der Kalaschnikow mit einem am Verschlussträger fixierten Gasgestänge, der Drehkopfverschluss verriegelt mit sechs Warzen. Der Abzugsmechanismus ähnelt dem des Samopal vz. 58 und ist hammerlos, der Schlagbolzen wird direkt bedient.
Die Waffe kann weder ein Bajonett noch einen Unterlaufgranatwerfer tragen. Sie wurde deshalb ab 1990 vom OZ-14 Grosa ergänzt, das durch sein kompaktes Bullpup-Design einen längeren Lauf hat und auch einen Anbaugranatwerfer verwenden kann.
Die Feuerrate liegt normalerweise bei 800–900 Schuss pro Minute. Mit der SP-5 Sniper AP Munition konnte die Feuerrate auf 960 Schuss pro Minute gesteigert werden.

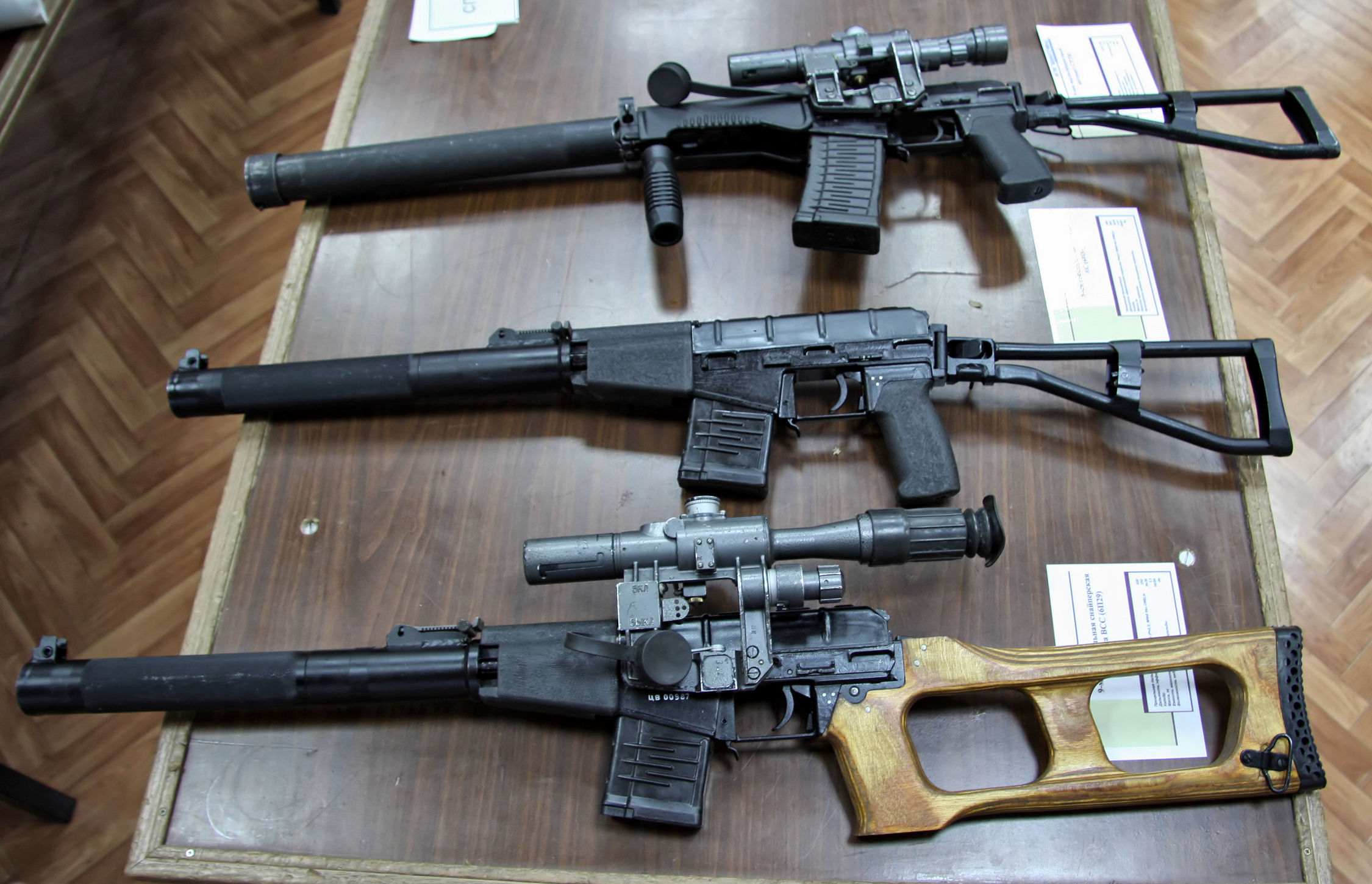
WSS Wintores, AS Wal und SR-3M (v.u.n.o.)
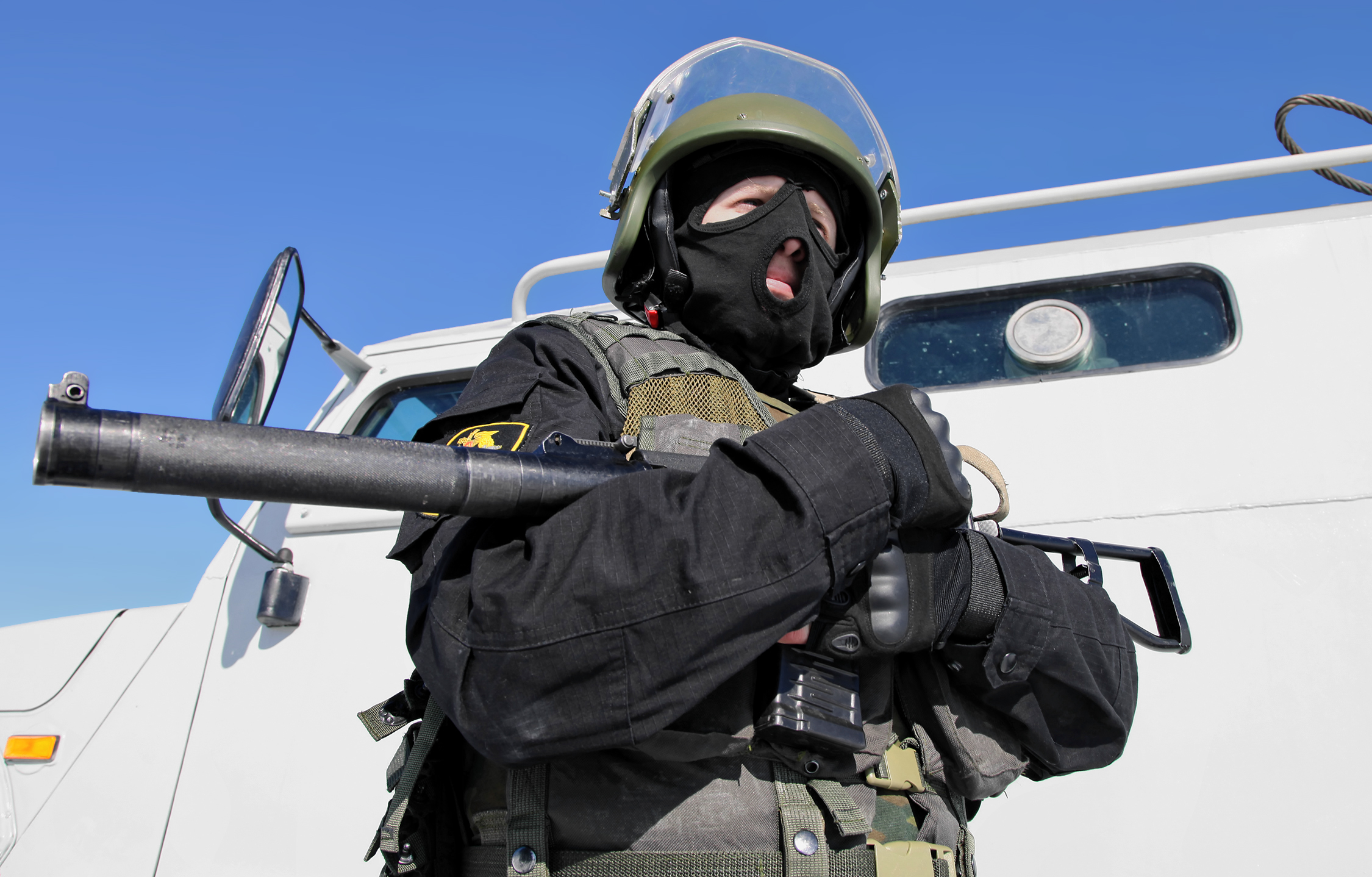
Angehöriger der Inneren Truppen des Innenministeriums mit AS Wal
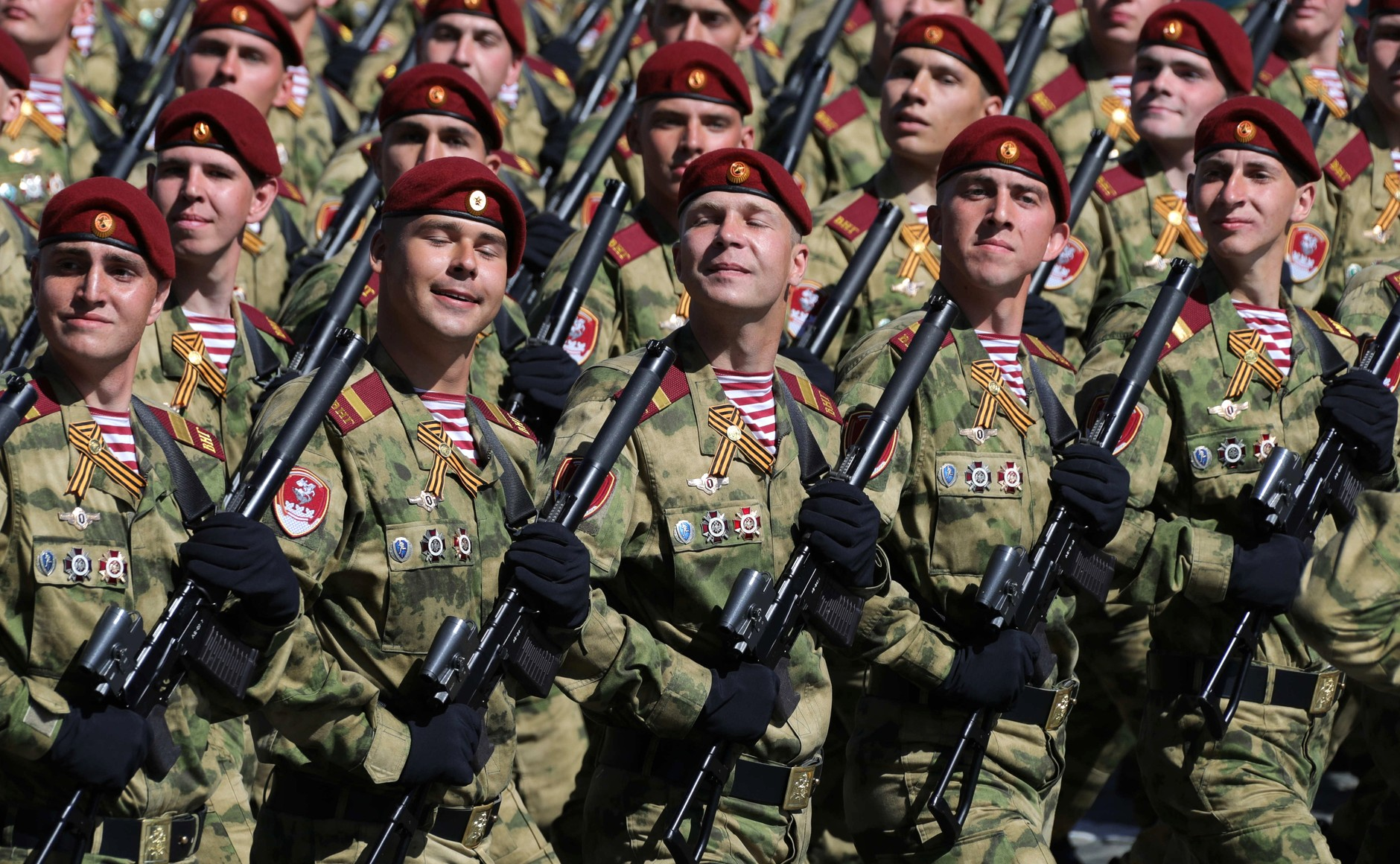
ODON Soldaten der Nationalgarde mit AS Wal bei der „Sieges Tag Parade“ 2018 in Moskau
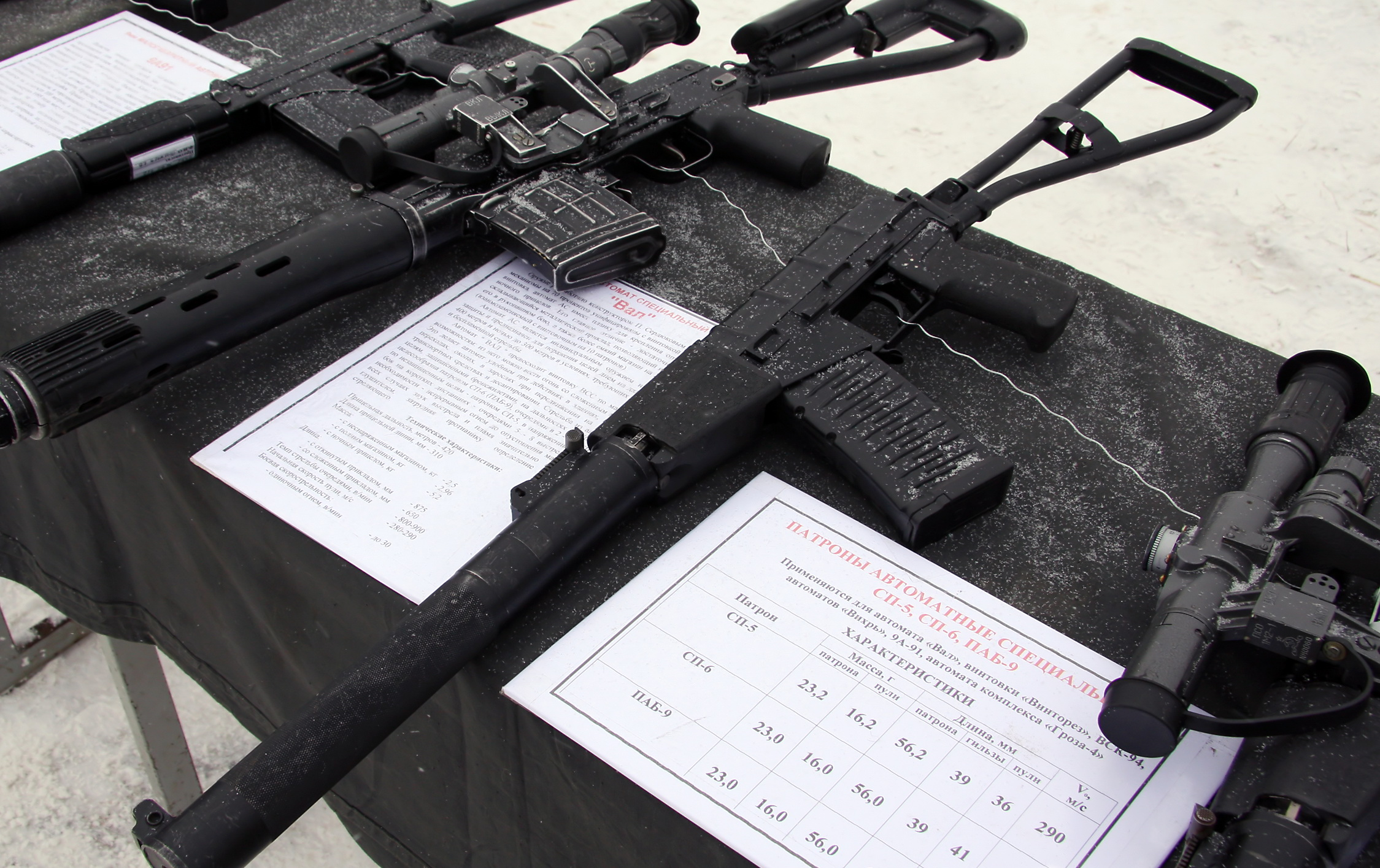
Tafel mit Patronenarten
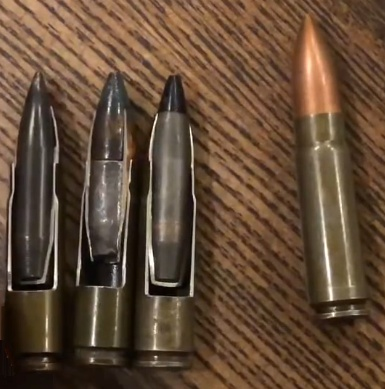
Sowjetische Unterschall-Mittelpatrone 9 × 39 mm